# Išgum-Addu
Išgum-Addu war 2135 bis 2127 v. Chr. šakkanakku von Mari. Über ihn ist nahezu nichts bekannt. Sein Name erscheint jedoch in einer Herrscherliste.